# 愛のカニバリズム
『愛のカニバリズム』は、日本のロックバンドであるハイテクノロジー・スーサイドの4枚目のシングル。
プロレタの個人レーベルであるインテグラルからのリリースで、ライブ会場と通販のみの限定販売。
4曲目のクレジットがない絶叫は悪魔のしたたりBlood Sucking Freaksより借用したもの。500枚プレス。

## 収録曲
1. 愛のカニバリズム（ハード・メロウ・バージョン）
  - 作詞：MEGA←CRAZY→SKB／作曲：MINATO441S.M.
2. 屍（ソウルフル・デッド・バージョン）
  - 作詞：MEGA←CRAZY→SKB／作曲：MINATO441S.M.
3. Silver
  - 作詞：MEGA←CRAZY→SKB／作曲：MINATO441S.M.

ツージーの為にMINATOが作った愛の呪縛曲。歌詞に"Q"のフレーズが何度も出てきて、ライブ時メンバーのセットリスト表にも『Q』と表記されていた。

## 参加ミュージシャン
- MEGA←CRAZY→SKB - ボーカル
- MINATO441S.M. - ギター
- ツージィQコリンズ - ベース&ソウル
- プロレタリアート本間 - コンピュータ プログラミング
- ムタ・マサヒロ - ドラムス

- HIDEMI HARIGAI - ゲスト